# Psiloderces elasticus
Psiloderces elasticus är en spindelart som först beskrevs av Brignoli 1975.  Psiloderces elasticus ingår i släktet Psiloderces och familjen Ochyroceratidae.
Artens utbredningsområde är Sri Lanka. Inga underarter finns listade i Catalogue of Life.